# Зозулині сльози яйцеподібні
Зозулині сльози яйцеподібні (Listera ovata або Neottia ovata) — рослина родини орхідні (зозулинцеві) — Orchidaceae. Одна з найпоширеніших в Україні орхідних рослин.

## Будова
Трав'яниста багаторічна рослина заввишки 20—50 см із коротким товстуватим кореневищем, тонкими ниткоподібними коренями й парою сидячих стеблових листків. Листки яйцеподібні або широкоеліптичні, гострі або тупі, завдовжки 6—14 см і 3—9 см завширшки, які розміщуються майже горизонтально. Стебло нижче листків голе, з буруватими безлистими піхвами, вище — залозисто-опушене, з 1—3 дрібними листочками. Стебло закінчується видовженим багатоквітковим суцвіттям. Суцвіття — довга (до 25 см) багатоквіткова китиця. Квітки на дуже скручених квітконіжках жовтувато-зелені або зеленуваті. Форма квітів нагадує падаючі крапельки, що і відбилось у назві рослини. Цвіте наприкінці весни — на початку літа. Плід — коробочка.

## Поширення та середовище існування

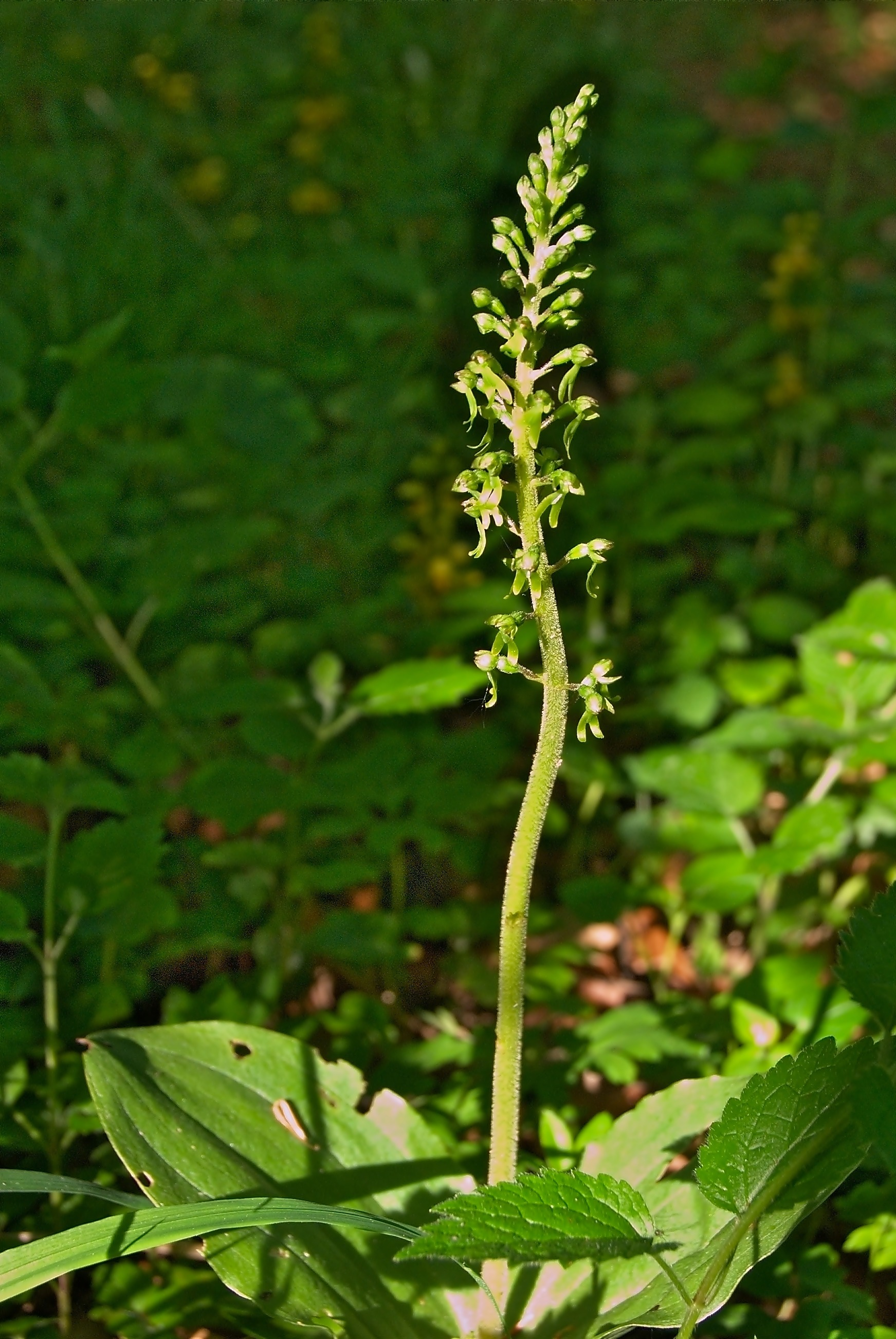
Загальний вигляд зозулиних сліз яйцеподібних

Ареал виду охоплює більшу частину Європи, Кавказ, Західний Сибір, Малу та Середню Азію. В Україні цей вид поширений у більшій частині. Росте на вологих місцях у листяних лісах.
На Сумщині Зозулині сльози яйцеподібні спорадично трапляються у листяних, здебільшого вологих, лісах.

### Охоронні заходи
Охорона цієї орхідеї майже незабезпечена. Занесена до Червоної книги України. Природоохоронний статус виду — неоцінений.